# Acarospora cervina
Acarospora cervina is een korstmos die behoort tot de familie Acarosporaceae. Deze steenbewoner leeft in symbiose met een chlorococcoïde alg.

## Kenmerken
Het thallus is variabel van vorm, de areolen talrijk, verspreid, afgerond, 0,5-3(-4) mm diameter. Het oppervlak is glad of licht opgeruwd, mat, deels tot geheel blauwgrijs behaard. De ascus bevat meer dan 100 sporen. De ascosporen zijn hyaliene, a-septaat en meten 4-8 × 1,5-3 μm. Het hymenium is 60 tot 80 (-100) µm hoog.

## Verspreiding
Acarospora cervina komt voor in Europa en Noord-Amerika. Het is ook in het westen van Azië, zuiden van Australië en Noord-Afrika waargenomen. In Nederland komt deze soort zeer zeldzaam voor. Het eerst exemplaar is in Nederland gevonden in 2021 op dakpannen en is via DNA-onderzoek vastgesteld.